# Zsuzsanna Szőcs
Zsuzsanna Szőcs (Budapest, 10 aprile 1962) è un'ex schermitrice ungherese, vincitrice di due medaglie di bronzo nella scherma ai giochi olimpici.